# Bloedbad van Hama

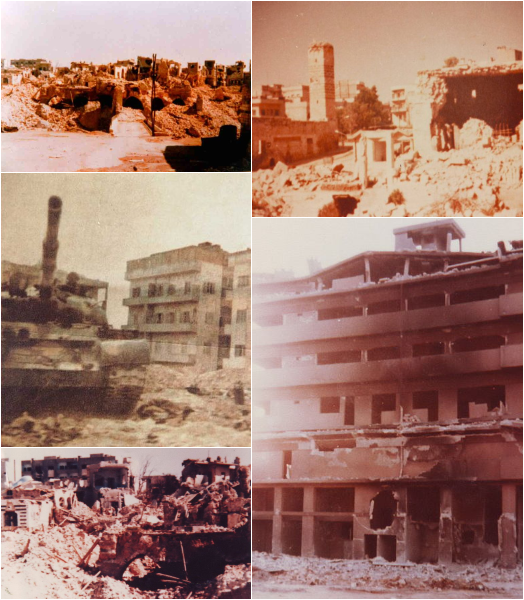

Het Bloedbad van Hama vond plaats op 2 februari 1982 en geldt als een van de bloedigste episodes van de moderne Syrische geschiedenis. Het bloedbad vond plaats in de stad Hama. Het bloedbad werd door het Syrische leger gepleegd onder commando van Rifaat al-Assad en op last van de Ba'ath-partij en president Hafiz al-Assad.
Het officiële dodental bedraagt 700 mensen. Volgens anderen, zoals verslaggever Robert Fisk die ter plekke was, zou het dodental minstens 10.000 mensen bedragen. Volgens Amnesty International kwamen er 25.000 mensen om het leven, en volgens tegenstanders van de regering zeker 48.000 mensen.
Assad wilde volgens de officiële lezing de opstand van de Moslimbroederschap neerslaan. Volgens sommige tegenstanders van Assad pleegde hij juist een religieuze genocide op de soennitische burgers. Assad zelf behoorde tot de alawieten, een islamitische minderheid. Bij de opstand werden veel leden van de Moslimbroederschap vermoord, maar vele vermoorde Syriërs waren geen lid van de beweging. Ze waren alleen soennitisch.